# Onaji Jikyuu de Hataraku Tomodachi no Bijin Mama
Onaji Jikyuu de Hataraku Tomodachi no Bijin Mama (同じ時給で働く友達の美人ママ Onaji jikyū de hataraku tomodachi no bijin mama?, Hermosa mamá de un amigo que trabaja por el mismo salario por hora.) Es el tercer sencillo de S/mileage. El sencillo fue lanzado el 29 de septiembre de 2010 en 3 ediciones limitadas y ediciones regulares; todas las ediciones limitadas vienen con DVD extra. 

## Información
Las ediciones limitadas y la primera edición de la edición regular vienen con una tarjeta con el número de serie que, cuando se ingresa en una lotería, podría ganar un boleto para uno de los eventos de lanzamiento del sencillo. El Remix Type1 fue lanzado digitalmente el 3 de noviembre de 2010.

## Lista de canciones

### CD
- Onaji Jikyuu de Hataraku Tomodachi no Bijin Mama
- Chokotto LOVE (ちょこっとLOVE; A Little Bit of Love) (Petitmoni cover)
- Onaji Jikyuu de Hataraku Tomodachi no Bijin Mama (Instrumental)

### Edición Limitada A (DVD)
- Onaji Jikyuu de Hataraku Tomodachi no Bijin Mama (Dance Shot Ver.Pink)

### Edición Limitada B (DVD)
- Onaji Jikyuu de Hataraku Tomodachi no Bijin Mama (Close-up Ver.)

### Edición Limitada C (DVD)
- Onaji Jikyuu de Hataraku Tomodachi no Bijin Mama (4Shot Lip Ver.)

### Single V
- Onaji Jikyuu de Hataraku Tomodachi no Bijin Mama (MV)
- Onaji Jikyuu de Hataraku Tomodachi no Bijin Mama (Arubaito Ver.)
- Making of

### Event V
- Onaji Jikyuu de Hataraku Tomodachi no Bijin Mama (Dance Shot Ver. Light Blue)
- Onaji Jikyuu de Hataraku Tomodachi no Bijin Mama (Wada Ayaka Close-up Ver.)
- Onaji Jikyuu de Hataraku Tomodachi no Bijin Mama (Maeda Yuuka Close-up Ver.)
- Onaji Jikyuu de Hataraku Tomodachi no Bijin Mama (Fukuda Kanon Close-up Ver.)
- Onaji Jikyuu de Hataraku Tomodachi no Bijin Mama (Ogawa Saki Close-up Ver.)

### Remix
- Onaji Jikyuu de Hataraku Tomodachi no Bijin Mama (Remix Type1) (同じ時給で働く友達の美人ママ (Remix Type1))

## Miembros presentes
- Ayaka Wada
- Yuuka Maeda
- Kanon Fukuda
- Saki Ogawa